# Kanton Auzon
Kanton Auzon (fr. Canton d'Auzon) je francouzský kanton v departementu Haute-Loire v regionu Auvergne. Tvoří ho 12 obcí.

## Obce kantonu
- Agnat
- Auzon
- Azérat
- Champagnac-le-Vieux
- Chassignolles
- Frugerès-les-Mines
- Lempdes-sur-Allagnon
- Saint-Hilaire
- Saint-Vert
- Sainte-Florine
- Vergongheon
- Vézézoux